# Моццони, Умберто
Умберто Моццони (исп. Umberto Mozzoni; 29 июля 1907, Буэнос-Айрес, Аргентина — 7 ноября 1983, Рим, Италия) — итальянский куриальный кардинал и ватиканский дипломат. Титулярный архиепископ Сиде с 13 ноября 1954 по 5 марта 1973. Апостольский нунций в Боливии с 13 ноября 1954 по 20 сентября 1958. Апостольский нунций в Аргентине с 20 сентября 1958 по 19 апреля 1969. Апостольский нунций в Бразилии с 19 апреля 1969 по 5 марта 1973. Председатель Кардинальской комиссии по святыням Помпеи и Лорето с 19 июня 1974 по 7 ноября 1983. Кардинал-дьякон с титулярной диаконией Сант-Эудженио с 5 марта 1973 по 2 февраля 1983. Кардинал-протодьякон 15 июня 1980 по 2 февраля 1983. Кардинал-священник с титулом церкви pro hac vice Сант-Эудженио со 2 февраля 1983.

## Биография
После рождения Умберто Моццони его семья перебралась из Буэнос-Айреса в итальянский город Мачерата. Там он посещал семинарию, а после переезда в Рим продолжил образование в Папской Римской семинарии (англ. Pontifical Roman Seminary),  Папском Атенауме Святого Аполлинария и Римском университете Ла Сапиенца. После принятия сана священника, он служил в епархии Мачерата-Толентино-Реканати-Чинголи-Треи одновременно преподавая в тамошней семинарии до 1935 года. Затем он был секретарём и аудитором апостольской нунциатуры в Канаде, Великобритании и Португалии.
13 ноября 1954 года Моццони был назначен нунцием в Боливии и титулярным архиепископом Сиде. 5 декабря он был возведён в сан епископа кардиналом Джеймсом Чарльзом Макгиганом. В течение своего служения в качестве апостольского нунция Боливии, он защищал иностранных миссионеров.